# 蒙蒂涅勒布里扬
蒙蒂涅勒布里扬（法語：Montigné-le-Brillant，法語發音：[mɔ̃tiɲe lə bʁijɑ̃]）是法国马耶讷省的一个市镇，位于该省中南部，属于拉瓦勒区。

## 地理
蒙蒂涅勒布里扬（48°0'28"N, 0°48'55"W）面积18.05 平方千米，位于法国卢瓦尔河地区大区马耶讷省，该省份为法国西北部内陆省份，北起芒什省和奧恩省，西接伊勒-维莱讷省，南至曼恩-卢瓦尔省，东临萨尔特省。
与蒙蒂涅勒布里扬接壤的市镇（或旧市镇、城区）包括：圣贝特万、阿于耶、阿斯蒂耶、吕斯里、拉瓦勒、维宽河畔尼耶。
蒙蒂涅勒布里扬的时区为UTC+01:00、UTC+02:00（夏令时）。

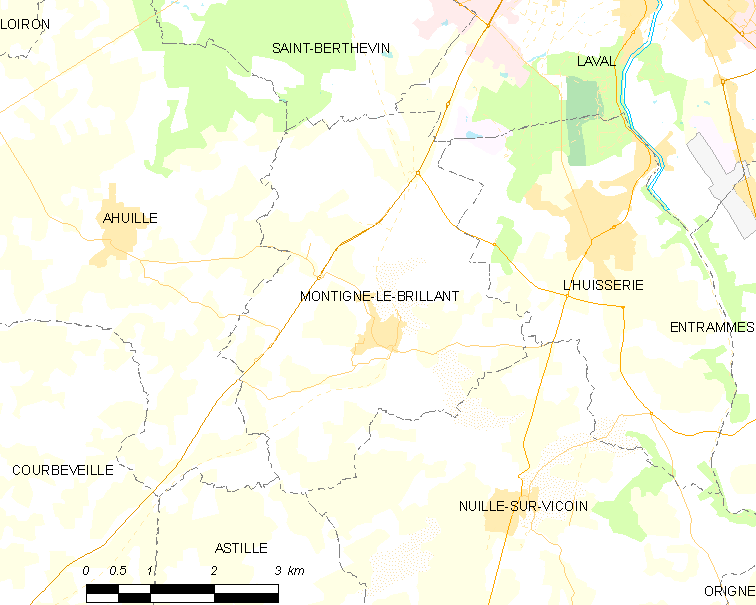
蒙蒂涅勒布里扬的OSM定位图

## 行政
蒙蒂涅勒布里扬的邮政编码为53970，INSEE市镇编码为53157。

## 政治
蒙蒂涅勒布里扬所属的省级选区为吕斯里县。

## 交通
马耶讷省省道D283线、D545线、D578线和D771线经过蒙蒂涅勒布里扬境内。

## 人口

1962-2008年间蒙蒂涅勒布里扬人口变化图示

蒙蒂涅勒布里扬于2022年1月1日时的人口数量为1342人。